# シュタディオン・ヴァンクドルフ
シュタディオン・ヴァンクドルフ（Stadion Wankdorf）は、スイス・ベルン州ベルンにある多目的スタジアム。BSCヤングボーイズがホームスタジアムとして使用している。

## 概要
1954 FIFAワールドカップの決勝戦が行われた旧スタジアムを解体し、新築の上、2005年7月30日にこけら落としされた。スーパーリーグのBSCヤングボーイズの本拠地であり、サッカースイス代表の主な試合会場でもある。収容人数は32,000名。
また、アイスホッケーの試合でも使われており、2007年1月に行われた試合では30,000名の観衆を集めた。UEFA欧州選手権2008では、グループCの3試合が開催された。

## 外部サイト
- 公式サイト